# Asymilacja siarki
Asymilacja siarki – proces prowadzący do wytworzenia organicznych związków zawierających siarkę z nieorganicznych związków siarki obecnych w środowisku organizmów żywych. Do asymilacji siarki ze związków nieorganicznych zdolne są rośliny, niektóre bakterie oraz grzyby. W organizmach żywych siarka występuje w aminokwasach siarkowych, rośliny wykorzystują organiczne związki siarki w obronie przed patogenami i roślinożercami oraz w reakcji na stres oksydacyjny.

## Asymilacja siarki u roślin
Siarka może być dostępna w środowisku życia roślin w postaci siarczków S2- jednak zwykle występuje w formie utlenionej jako siarczany SO42-. Jony siarczanowe są czynnie transportowane do komórek korzeni. Transport odbywa się na zasadzie symportu. Na jeden pobrany jon SO42- przypada trzy wydzielone jony H+. Gradient protonowy wytwarzany jest przez H+-ATP-azę.  W tej postaci siarczanów, siarka gromadzona jest w wakuolach komórek. Zgromadzone w wakuoli siarczanu lub bezpośrednio pobrane z gleby przenoszone są do chloroplastów w nadziemnej części rośliny. W transporcie przez wewnętrzną błonę chloroplastów pośredniczy przenośnik fosforan/fosforan trioz lub przenoszenie odbywa się na zasadzie symportu H+/SO42-. ATP sulfurylaza katalizuje reakcję, w wyniku której powstaje adenozyno-5’-fosfosiarczan (APS). Istnieją dwie izoformy ATP sulfurylazy. Jedna obecna jest w plastydach, zarówno liści, jak i korzeni, druga w cytozolu. W kolejnej reakcji APS redukowany jest przez reduktazę APS do siarczynu, SO32-. Reduktaza APS w pierwszym etapie pobiera dwa elektrony ze zredukowanego glutationu. S-sulfoglutation ulega nieenzymatycznemu rozpadowi z wytworzeniem jonu siarczynowego. Alternatywną reakcją jest fosforylacja APS do 5'-fosfosiarczan 3'-fosfoadenozyny (PAPS). Produkt reakcji może być bezpośrednio wykorzystany przez sulfotransferazy do syntezy niektórych związków obecnych w komórkach roślinnych takich jak flawonoidy, kwas giberelinowy, steroidy i inne. Jeśli z APS powstają siarczyny są one dalej redukowane do siarczków przez reduktazę siarczynu (SiR), która elektrony niezbędne do przeprowadzenia reakcji pobiera z ferredoksyny. Ostatni etap redukcji SO42- katalizowany jest przez kompleks syntazy cysteiny (CS), składający się z acetyltransferazy seryny (SAT) i OAS (tiol)-liazy (OAS-TL). Pierwszy ze składników kompleksu odpowiada za syntezę z L-seryny i acetylo-CoA O-acetyloseryny (OAS). Drugi enzym przyłącza siarkę wytwarzając cysteinę. Oba enzymy zaangażowane w ostatni etap asymilacji siarki zostały wykryte w plastydach, cytozolu i mitochondriach. Podstawowym miejscem asymilacji są jednak chloroplasty. Z cysteiny wytwarzany jest drugi aminokwas białkowy zawierający siarkę metionina oraz dwa bardzo ważne dla metabolizmu roślin związki S-adenozynometionina i S-metylometionina. Cysteina może także służyć jako substrat do syntezy glutationu.